# Pycnonotus nieuwenhuisii
El bulbul ojiazul (Pycnonotus nieuwenhuisii) es una especie de ave paseriforme de la familia Pycnonotidae endémica de las montañas del norte de Sumatra y Borneo. 

## Taxonomía
Es un pájaro muy raro que se conoce solo por dos especímenes recolectados en 1900 y 1937, y unas pocas observaciones. En 1992 se registraron cinco avistamientos de bulbul ojiazul en la reserva forestal de Batu Apoi, en Brunéi. Su nombre científico conmemora al explorador holandés Anton Willem Nieuwenhuis.
Existen dudas sobre si pudiera tratarse de un híbrido natural entre el bulbul cabecinegro y el bulbul ventrigrís o algún otro pariente cercano.
Se reconocen dos subespecies:
- P. n. inexspectatus - (Chasen, 1939): ocupa el norte de Sumatra
- P. n. nieuwenhuisii - (Finsch, 1901): se encuentra en el norte de Borneo